# Мэнкэрэ
Мэнкэрэ (Мэнгкэрэ, Менкере) (якут. Мэҥкэрэ) — река в Якутии, правый приток Лены.
Длина реки составляет 227 км (от истока Сынча — 402 км). Площадь водосборного бассейна — 15 900 км². Берёт начало двумя истоками — Сынча и Нёлон (Ньолоон) в хребте Орулган (система Верхоянского хребта). В верховьях — горная река, в низовьях извилиста. Питание снеговое и дождевое.

## Притоки
Объекты перечислены по порядку от устья к истоку.
- 0,8 км: Соболоох
- 6,9 км: река без названия
- 22 км: Балаганнаах
- 33 км: река без названия
- 45 км: река без названия
- 63 км: Таангнаах-Сээнэ
- 66 км: Мэнгкэрэчээн
- 92 км: Мохсоголлоох
- 120 км: Оймякон
- 130 км: Согуруу-Суораакы
- 135 км: река без названия
- 141 км: Хоту-Суораакы
- 147 км: Саха-Юрэгэ
- 155 км: река без названия
- 162 км: Токур-Юрэх
- 168 км: Дьюёдьэсиндэ
- 191 км: Хормустаах
- 193 км: река без названия
- 196 км: река без названия
- 198 км: река без названия
- 199 км: Сайатаа
- 206 км: река без названия
- 217 км: Тиэрэ-Салаа
- 227 км: Нёлон
- 227 км: Сынча